# Roberto Persivale Serrano
Roberto Persivale Serrano (Lima, 19 de marzo de 1932 - 29 de junio de 2014) fue un ingeniero y político peruano. Miembro del Partido Popular Cristiano, fue ministro de Industria, Turismo, Integración y Negociaciones Comerciales Internacionales (1981-1982) y diputado por Lima (1980-1985), bajo el segundo gobierno de Fernando Belaúnde.

## Biografía
Egresado de la Universidad Nacional de Ingeniería, como ingeniero civil. Se perfeccionó en el Instituto Arthur D. Little, de Boston, Estados Unidos.
Militante del Partido Popular Cristiano (PPC), fue secretario nacional de plan de gobierno, miembro del comité ejecutivo nacional y miembro de la comisión política. En las elecciones generales de 1980 logró una diputación por Lima.  En estas elecciones ganó por segunda vez la presidencia Fernando Belaúnde Terry, líder de Acción Popular. El PPC acordó apoyar al partido oficialista en la cámara de senadores, a cambio de los portafolios de Justicia e Industria.
El 4 de agosto de 1981, Persivale juró como ministro de Industrias, Turismo, Integración y Negociaciones Comerciales Internacionales, en el gabinete presidido por Manuel Ulloa y en reemplazo del renunciante Roberto Rotondo, que también era del PPC.
Durante su gestión en Industrias, se promulgó la Ley General de Industrias, en coordinación con el Congreso. Esta ley eliminaba el monopolio del Estado en la industria básica, ampliaba la participación de los trabajadores y permitía la intervención de los empresarios industriales en los organismos de trabajo. En Turismo, impulsó el Plan Copesco para concluir las obras en los departamentos de Cusco y Puno; y formuló el Plan Nor-Perú, que incluía departamentos del norte del país. Y en Integración, aprobó la creación de empresas multinacionales andinas e impulsó reuniones binacionales con los países andinos.